# Герман (лунный кратер)
Кратер Герман (лат. Hermann) — небольшой ударный кратер в экваториальной западной области Океана Бурь на видимой стороне Луны. Название присвоено в честь швейцарского математика и механика Якоба Германа (1678—1733); утверждено Международным астрономическим союзом в 1935 г. 

## Описание кратера
Ближайшими соседями кратера являются кратер Лорман на западе; кратер Гевелий на западе-северо-западе; кратер Кавальери на северо-западе; кратер Рейнер на севере-северо-востоке; кратер Флемстид на востоке-юго-востоке; а также кратер Дамуазо на юго-западе. На севере-северо-западе от кратера располагается структура с высоким альбедо Рейнер Гамма, на востоке тянется в меридиональном направление невысокий хребет, на западе находится небольшая вихреподобная структура с высоким альбедо. Селенографические координаты центра кратера 0°52′ ю. ш. 57°28′ з. д. / 0,87° ю. ш. 57,47° з. д., диаметр 15,9 км, глубина 1,71 км.
Кратер имеет циркулярную форму несколько нарушенную выступом в западной части, затоплен лавой и имеет низкое альбедо как и окружающая его местность, над поверхностью лавы выступает хорошо сохранившийся вал с четко очерченной кромкой. Средняя высота вала кратера над окружающей местностью 560 м.
В кратере зарегистрированы термальные аномалии во время лунных затмений. Это явление объясняется небольшим возрастом кратера и отсутствием достаточного слоя реголита, оказывающего термоизолирующее действие.

## Сателлитные кратеры

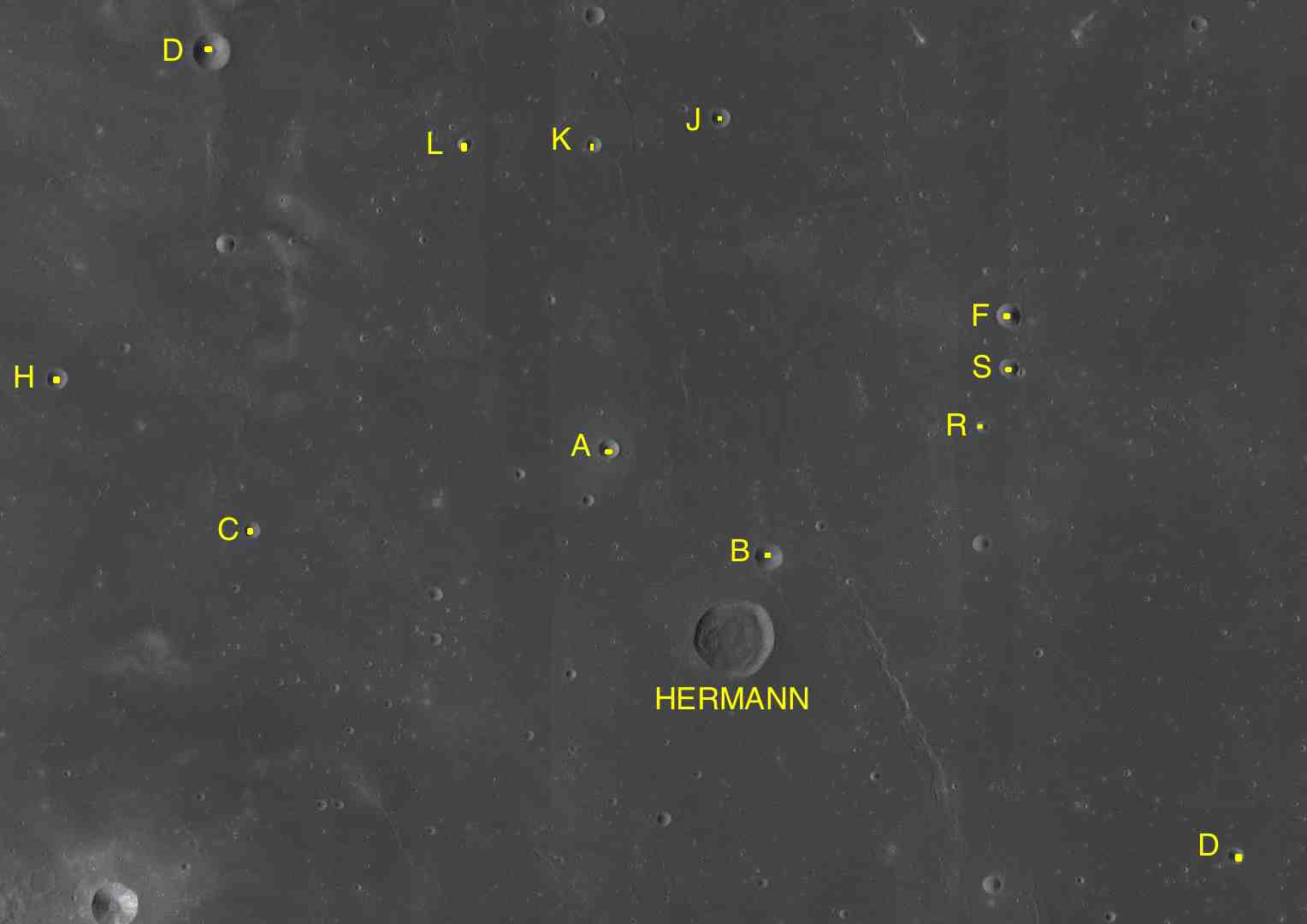
Фрагменты карт LAC-56, LAC-74.

| Герман | Координаты                                          | Диаметр, км |
| ------ | --------------------------------------------------- | ----------- |
| A      | 0°24′ с. ш. 58°16′ з. д. / 0,4° с. ш. 58,27° з. д.  | 4,1         |
| B      | 0°20′ ю. ш. 57°15′ з. д. / 0,33° ю. ш. 57,25° з. д. | 5,8         |
| C      | 0°10′ ю. ш. 60°40′ з. д. / 0,16° ю. ш. 60,67° з. д. | 3,4         |
| D      | 2°19′ ю. ш. 54°08′ з. д. / 2,32° ю. ш. 54,13° з. д. | 3,2         |
| E      | 0°11′ с. ш. 52°02′ з. д. / 0,19° с. ш. 52,04° з. д. | 3,7         |
| F      | 1°18′ с. ш. 55°37′ з. д. / 1,3° с. ш. 55,61° з. д.  | 5,0         |
| H      | 0°52′ с. ш. 61°56′ з. д. / 0,87° с. ш. 61,93° з. д. | 4,2         |
| J      | 2°36′ с. ш. 57°32′ з. д. / 2,6° с. ш. 57,53° з. д.  | 3,9         |
| K      | 2°26′ с. ш. 58°22′ з. д. / 2,43° с. ш. 58,36° з. д. | 2,7         |
| L      | 2°26′ с. ш. 59°14′ з. д. / 2,44° с. ш. 59,23° з. д. | 2,8         |
| R      | 0°33′ с. ш. 55°47′ з. д. / 0,55° с. ш. 55,79° з. д. | 2,4         |
| S      | 0°56′ с. ш. 55°37′ з. д. / 0,94° с. ш. 55,61° з. д. | 3,9         |